# Klein Triglitz
Klein Triglitz ist ein bewohnter Gemeindeteil von Triglitz im Landkreis Prignitz in Brandenburg.

## Geografie
Der Ort liegt drei Kilometer nordöstlich von Triglitz und sieben Kilometer südöstlich von Putlitz. Die Nachbarorte sind Buckow und Neu Giesenhagen im Nordosten, Preddöhl im Osten, Felsenhagen im Süden, Illenpuhl und Triglitz im Südwesten sowie Mertensdorf im Nordwesten.